# NGC 7579
NGC 7579 (również PGC 70964) – zwarta galaktyka (C), znajdująca się w gwiazdozbiorze Pegaza. Odkrył ją Albert Marth 5 października 1864 roku. W bazie SIMBAD jako NGC 7579 błędnie skatalogowano sąsiednią galaktykę.